# Kingfisher Sky
Kingfisher Sky — нідерландський прогресивний симфо-метал-гурт із міста Гаага, що був утворений вокалісткою Джудіт Рійнвелд та ударником Іваром де Граафом (колишній учасник гурту Within Temptation) у 2001 році.

## Склад
Теперішній колектив
- Джудіт Рійнвелд – вокал (2001–дотепер)
- Івар де Грааф – барабани, додаткові гітари та клавіші (2001–дотепер)
- Едо ван дер Кольк – гітара (2007–дотепер)
- Маайке Петсе – віолончель (2008–дотепер)
- Нік Вершор – бас-гітара та контрабас (2014–дотепер)
- Ерік ван Іттерсум – клавішні (2016–дотепер)

Колишні учасники
- Даан Янзінг – гітара (2007-2010)
- Джордж ван Ольфен – клавішні (2007-2009)
- Рене Меркелбах – клавішні (2009-2010)
- Ерік Хугендорн – бас-гітара (2010-2014)
- Кріс Хенні – гітара (2010-2016)
- Девід Гутьєррес Рохас – клавішні (2010-2016)

## Дискографія
Студійні альбоми
- 2007: Hallway of Dreams
- 2010: Skin of the Earth
- 2014: Arms of Morpheus
- 2018: Technicoloured Eyes
- 2024: Feeding the Wolves

Демо
- 2006: Demo 2006'

Сингли & Міні-альбоми
- 2008: November[2]
- 2014: King of Thieves
- 2017: To Turn the Tables
- 2018: Cornelia
- 2021: Rise
- 2022: Walk the Plank